# ビル・ワイマン
ビル・ワイマン（Bill Wyman, 1936年10月24日 - ）は、イングランド出身のロックミュージシャン、ベーシスト、音楽プロデューサー。出生名はウィリアム・ジョージ・パークス(William George Perks)だが、英空軍時代の友人リー・ワイマンの姓を芸名として使用、1964年6月に改姓届けを出し、以後ワイマンが本名になる。1962年から1993年までロック・バンド、ローリング・ストーンズのベーシストであったことで最も有名で、ソロ活動においてもヒット曲を送り出している。

## 来歴

### 生い立ち
レンガ職人の父・ウィリアム・パークス(1914〜？)と母・モリーとの間に生まれる。1本の歯ブラシを家族全員で使い回さなければならないほど暮らしは貧しく、また父・ウィリアムは仕事にあぶれることが多く、6人兄妹の長男であるビルはよく父から折檻を受けていたという。ストーンズのメンバー中、唯一戦前に生まれたビルは戦時中の記憶も鮮明に残っており、空襲から逃れるために防空壕に逃げ込んだり、同級生を空襲で亡くすといった経験もしている。
少年時代は成績優秀で、1947年に地元でも有数のグラマースクールに奨学金をもらって進学した。また、このグラマースクール在学中にクラリネットやピアノのレッスンを受けたり、聖歌隊で歌うなどの経験もしている。しかし14歳頃から落ちこぼれるようになり、何に対しても反抗的になってしまったという。結局グラマースクールは1953年3月に父・ウィリアムが自分の稼業である賭け屋の仕事を手伝わせるために、ビルの意思を無視して勝手に退学届けを提出したために中退させられてしまう。
少年時代のビルの音楽の趣味はリズム感のあるものが好きで、ゆったりとした曲は好きではなかったという。1951年、レス・ポールとマリー・フォードの「How High the Moon」が発表されるとたちまち夢中になり、この曲がきっかけでギターの音に惹かれるようになったという。1953年7月には祖母にも協力してもらい、初めてのレコードとレコード・プレーヤーを購入する。買ったレコードはレス・ポールとマリー・フォードの「The World Is Wating For The Sunshine」だった。
1955年1月、18歳になったビルは徴兵され、自身が希望した空軍（RAF）に配属された。イギリスにおける徴兵制度は1960年に廃止されたため、ストーンズのメンバーで兵役を経験したのはビルのみである（準メンバーのイアン・スチュワートも徴兵されているが、健康上の問題で1週間程度で除隊している）。同年7月には西ドイツ（当時）のオルデンブルク基地に配属される。ここの自動車輸送部門のサッカーチームで、自身のステージネームの由来であるリー・ワイマンと出会っている。基地内ではラジオを聴くことが許されており、当時のビルはエルヴィス・プレスリーに参っていたという。1958年2月に除隊。復員後は食肉輸入業社に就職した。1959年10月、一人目の妻であるダイアン・モーリン・コイと結婚。

### ローリング・ストーンズ加入
1960年12月、音楽が趣味である職場の仲間に影響され、中古のエレキギターを買い、仲間達とポップグループを結成する。グループ名も決めないうちに1961年1月に初めてのステージを踏み、当時の最新ヒット曲を披露した。やがてグループ名をクリフトンズと決め、セミプロバンドとして活動を本格化させる。同年8月、妻ダイアンと訪れたダンスホールで演奏していたバロン・ナイツというバンドのベースの音に衝撃を受け、ギターからベースへの転向を決意。当初は手持ちのギターにベースの弦を張ろうとしたが失敗し、中古のベースを購入している。クリフトンズはクラブなどで定期的にギグをこなしていたが、プロモーターからまともに出演料が支払われないことによる財政難や、主要メンバーが脱退したことが要因となり、1962年秋頃には解散状態となった。

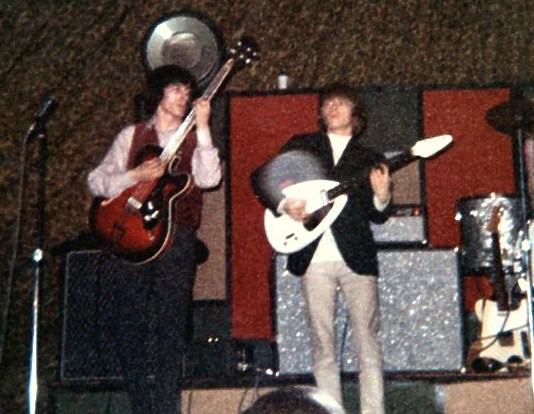
Rストーンズ初代ギタリスト ブライアン・ジョーンズと（1965年5月）

12月初旬、クリフトンズのバンドメイトだったトニー・チャップマンから、「ローリング・ストーンズというバンドのベースが空席だから入らないか」と誘いを受ける。トニーはクリフトンズのメンバーには内緒で、6月にストーンズのドラマーとして加入していた。ビルはまずイアン・スチュワートを紹介され、12月7日、リハーサル中だったストーンズのメンバーと初めて対面する。ビルの第一印象ではミック・ジャガーは気さくだったがキース・リチャーズやブライアン・ジョーンズはよそよそしかったという。だが、ビルが所有する大きなアンプを持ち込むと状況が一変した。当時ストーンズは小さなアンプしか持っておらず、キースは「あんな大きなスピーカーは初めて見た」とその時の興奮を語っている。またビルが飲みものやタバコを奢ると、飢えていた彼等は飛びついてきたという。この気前のよさがビルをストーンズに加入させる一押しとなった。ただしスチュワートは「ビルがアンプをいくつか持っていたからグループに入れたっていう話はまるっきり嘘じゃない。だけどとにかくビルは上手かったんだ」と、あくまでビルの演奏技術を買われての加入だったことを強調している。
メンバーは揃ったが、グループはトニー・チャップマンのドラマーとしての技量に疑問を抱いていた。トニーのプレイはキースから「曲のはじめと終わりでスピードが3倍速くなるか4倍も遅くなるか」と酷評されるほどであった。1963年1月、グループは複数のバンドを掛け持ちしていたチャーリー・ワッツの引き抜きに成功、トニーはクビを宣告された。激怒したトニーはビルに共に辞めようと持ちかけたが、ビルはそれを断わり、ストーンズに残ると宣言した。ビルは後に「チャーリーが入った途端、俺は前よりもベースが上達した」と語ったが、トニーも「チャーリーの方が俺よりもずっと上手い」と素直に認めている。
同年1月10日、ストーンズ加入後初めてのマーキー・クラブでのギグでビルは「リー・ワイマン」と紹介され、以降ミュージシャンとしては本名のウィリアム・パークスを名乗らないことにした。

### ストーンズのメンバーとして

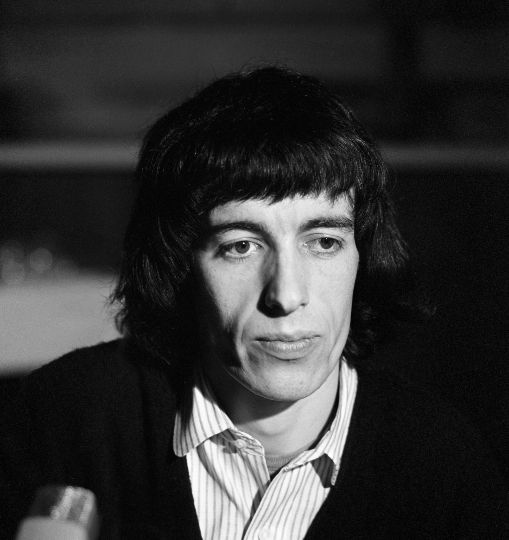
Rストーンズ時代初期（1965年6月）

1963年5月にストーンズはレコード・デビューを果たす。妻子のいたビルはデビュー後もしばらく会社勤めを続けていたが、ストーンズの活動との並行に限界を感じ、同年8月までに退職しプロのミュージシャンに転向した。また、ファンクラブ会報でのプロフィールでは年齢を5歳ごまかし1941年生まれとした。この設定は1969年に妻ダイアンとの離婚をプレスに報じられた際に本当の年齢が明かされるまで守られた。
最年長で寡黙なイメージのビルは「サイレント・ストーン」と渾名された。ストーンズは当初からミック、キース、ブライアンの「はね回り組」と、ビルとチャーリーの静的なリズム組に分かれており、ビル自身も著書で「俺は自分が"パフォーマンス組"でないと思ってたし、音楽がきちんとしていれば満足だ。それが本来のベーシストの役割だ」と綴っている。だが、ストーンズの初代マネージャーのアンドリュー・ルーグ・オールダムの戦略により、グループがミック、キース組と他の3人とで分け隔てられ、グループの主導権がミックとキースに握られると、他の3人の立場はより軽んじられるようになってしまった。メンバー間の格差はクリエイティブな面のみに留まらず収入の面にも表れ、ストーンズの内部には極めて不公平な勢力図が出来上がっていた。
1967年、アルバム『サタニック・マジェスティーズ』で、初めてビルの書いた曲「イン・アナザー・ランド」が採用された。この曲ではビル自身がリードボーカルを取り、さらにビル・ワイマン名義でシングルカットもされ、全米チャートで87位にランクインしている。ストーンズの楽曲でビルの名が作者としてクレジットされているのは、この他には1975年の未発表曲集『メタモーフォシス』収録の「ダウンタウン・スージー」（録音は1969年）のみである。

### ソロ活動

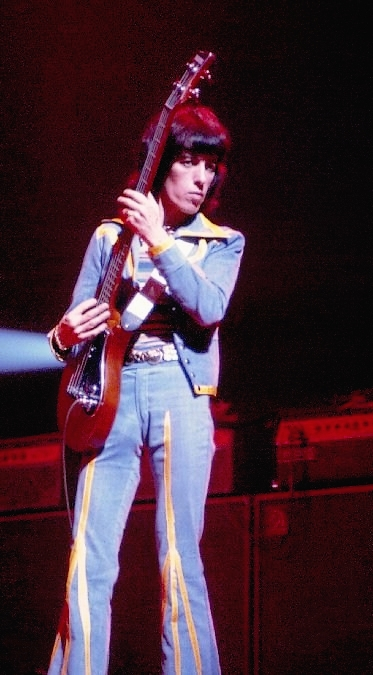
Rストーンズ時代中期（1975年）

バンド内での不遇を解消するかの如く、ビルは精力的にソロ活動を行った。ビルは1960年代の頃より他のアーティストのプロデュースを手がけていた。1964年、フリートウッド・マックの前身バンド、チェインズのプロデュースおよびシングルB面曲「Stop Running Around」を提供したのが最初のソロでの仕事だった。1965年にはビルが全面プロデュースするジ・エンドというバンドをデビューさせ、1枚のシングルをスペインで4位につけるヒットを送り出している。
ストーンズのメンバーで最初にソロでスタジオアルバムを製作したのはビルだった。1974年、初のソロアルバム『モンキー・グリップ』を発表。全曲で自らボーカルを取り、ゲストにはストーンズとも関係の深いレオン・ラッセルやドクター・ジョン、ベティ・ライトといったアーティストが顔を揃えた。アルバムは全英39位にランクインした。2年後の1976年には2枚目のソロアルバム『ストーン・アローン』を発表。総勢40名以上という前作以上に豪華なゲストを迎えた意欲作であり、周囲からの評判も上々だったが、レコード会社がまともなプロモーションを行わなかったこともあり、チャートの100位以内には届かなかった。以降、しばらくソロ活動から遠ざかる。
1980年、ビルは再びソロ活動に着手する。自宅のレコーディングスタジオで電子音楽の実験を始め、出来上がった音源を映画プロデューサーのジャック・ウィナーに持ち込み、映画『エメラルド大作戦』の音楽として採用された。サウンドトラック盤は1981年にリリースされている。
曲が次々生まれてくる好状況に、ビルは3枚目のソロアルバムの制作を開始。ソロ活動のためにA&Mレコードと契約を結ぶ。1982年、3枚目のソロ作『ビル・ワイマン（旧邦題：カム・バック・スザンヌ）』がリリースされる。先行シングルとしてリリースされた「シー・シー・ロック・スター」は全英14位という大ヒットとなる。これはストーンズのメンバーのソロシングルの中でも最大のヒットである。第2弾シングルの「A NEW FASHION」も全英37位にランクイン。アルバム自体は全英55位につけている。ストーンズとは違う一面をみせたビルの作品は、多くの人々の注目を集めた。同年には単身で来日。フェイセズとして来日したことのあるロン・ウッドを除けば、ストーンズのメンバー中最初に来日した人物となった。
1983年、元フェイセズのロニー・レーンが提唱したチャリティイベント「ARMSコンサート」にチャーリーと共に参加。エリック・クラプトン、ジェフ・ベック、ジミー・ペイジの3大ギタリストと共演を果たす。1985年、ARMSのためのチャリティー・アルバム『Willie and the Poor Boys』を発表。チャーリーやジミー・ペイジの他、ポール・ロジャース、アンディ・フェアウェザー・ロウ、ケニー・ジョーンズ、リンゴ・スターといった豪華なゲスト陣が参加した。
1992年、4枚目のソロ・アルバム『スタッフ』を日本限定でリリース。これがストーンズ在籍時に制作した最後のソロアルバムとなった。

### ストーンズ脱退と以後の活動

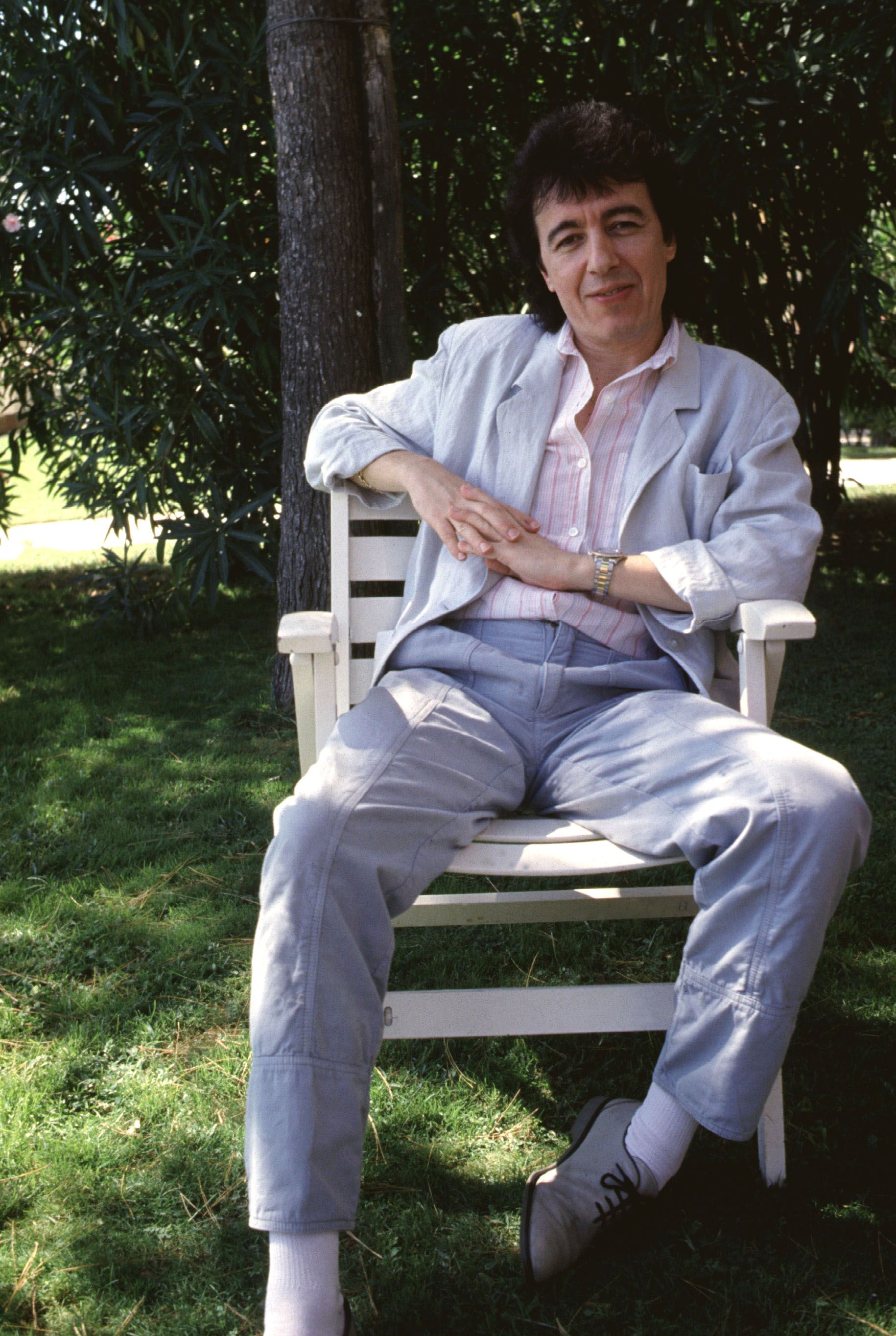
ストーンズ時代後期（1989年6月）

ビルは1970年代よりストーンズ脱退を示唆するような発言を度々行っており、1980年のインタビューでもはっきりと「俺はストーンズからリタイアする。他にやりたいことがあるんだ」と宣言している。1980年代半ば、ミックとキースが衝突し、ストーンズの活動が停滞すると、普段は不満を外に漏らすことの少ないビルもこの時ばかりはミックに対し公然と批判の声を上げた。1989年、ミックとキースの仲が改善しストーンズが復活した後も、ビルの気持ちだけは元には戻ってはいなかった。
1991年、シングル「ハイワイアー」のプロモーションビデオ撮影にビルが無断欠席し、これにミックが見切りをつける形となり、ビルの脱退が決定的となる。1992年暮、ストーンズがヴァージン・レコードと新規契約を結ぶ際にビルはついにサインせず、正式に脱退が決まった。キースやチャーリーは最後までビルを説得し、チャーリーは「何度も頼んだが気持ちは変わらなかった」と悔しさを吐露しているが、ミックは「仕方ないね。新しいベーシストを探さないと」と気にも留めなかった。以降グループは正式なベーシストは置かず、ダリル・ジョーンズをサポートメンバーに据えて現在に至る。
ビルは2013年のインタビューで、脱退を決意したのは1990年の日本ツアーであったことを打ち明けている。その理由について「40年も飛行機に乗っていて、ぞっとするような瞬間も相当経験してきて、日本ツアーでもう飛行機に乗りたくないと決意したんだ。最後のヨーロッパツアーでは僕だけ陸路で移動してたんだよ」と説明している。しかしビルが1990年のツアー終了後に上梓した自伝『ストーン・アローン』には、脱退の決意を窺わせるような記述は見当たらない。ストーンズを脱退したことへの後悔は「全くない」という。
しばらくの沈黙の後、1997年にリズム・キングスを結成。このバンドではR&Bやオールディーズ、スタンダードナンバーのカバーを中心に行っている。リズム・キングスには元ストーンズのミック・テイラーやジョージ・ハリスンやエリック・クラプトンといった豪華ゲストも参加している。リズム・キングスはこれまでに5枚のアルバムをリリースしているが、このうち2000年発表の『Groovin' 』が全英52位、2001年の『Double Bill』が全英82位にランクインしている。
2002年、ストーンズ40周年記念のツアーにビルが参加するのではないかという噂が流れたが、これは実現しなかった。しかし10年後の2012年11月に行われた50周年記念ライヴでは、ゲストとしてストーンズのステージに立った。1990年以来、実に22年振りにストーンズのメンバーと演奏した。ところが、このステージでたった2曲しか参加できなかったのが不満だったと明かしていて、たった2曲のためにこの後行われた12月のアメリカ公演のために渡米する気はないとし、良好な関係を保っているミック・テイラーとは違い2013年から始まったワールド・ツアーには参加していない。
2012年、ストーンズの元メンバーであるイアン・スチュワートのトリビュート・アルバム『ブギー・4・スチュ』に参加し3曲でベースを弾いた。この内Watchin The River Flowではストーンズのメンバー4人と21年ぶりにレコーディングで共演した。
2015年、全曲新作のオリジナルアルバムとしては32年ぶり（日本では23年ぶり）となる『Back to Basics』を発表。
2016年3月8日、自身のTwitterにて前立腺がんを公表。
2019年に自身の人生とキャリアを描いたドキュメンタリー映画『ザ・クワイエット・ワン』が公開された。監督はオリバー・マレー。
2023年、ストーンズの18年振りとなるオリジナル・アルバム『ハックニー・ダイアモンズ』に11年ぶりにバンドと共演し(レコーディングとしては8年ぶり、ストーンズのアルバムでは32年ぶり)ゲストとして1曲で参加した。

## 音楽スタイル

### 演奏者として

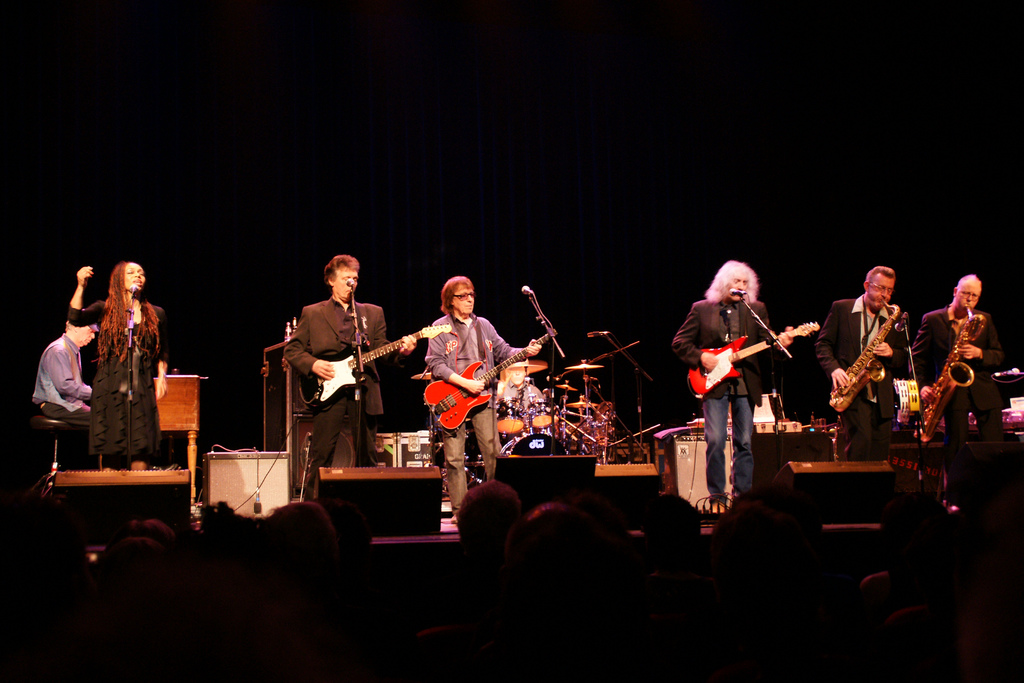
主宰するバンド「ビル・ワイマンズ・リズム・キングス」(2009年1月)

ビルのプレイはベースソロや派手なフレーズとは無縁だったものの、そのプレイはチャーリーと共に「ロック界で最もまともなリズムセクション」と評された。二十歳を過ぎてからギターを始め、その後ベースに転向するという珍しい経歴を持つが、ビル自身は「ベースは俺の性格にも外見にも合っている」と語っている。しかし、1967年からは曲によってはキースやミック・テイラー等、他のメンバーにベースを代わられてしまうケースもあった。『メイン・ストリートのならず者』（1972年）と『山羊の頭のスープ』（1973年）に至っては、収録曲のうち半数以上でビル以外の人物がベースを弾いている。この理由についてビルは1981年のインタビューで以下のように説明した。
ビルは自身のパートを録り終えたら他のメンバーが残っていても帰ってしまうことが多く、その理由を「他の奴の邪魔になるからさ。口出しする奴が多いとろくなことにならない」としている。ただし「悪魔を憐れむ歌」では、ビルが参加していたにもかかわらずベースは最初からキースが弾いていた。バンドの代表曲の一つである「ジャンピン・ジャック・フラッシュ」のベースもキースが弾いており、ビルは同曲ではオルガンを担当している。しかし曲や歌詞を覚えるのは早かったため、他のメンバーがベースを弾いた曲でも難なくそれを再現して見せた。ベースを弾く時は、ネックを垂直に近い角度までに立てて構えるが、これについて本音かどうかは定かではないが「ネックでスポットライトを遮って客席の女の子の顔が見えやすくなるようにしている」と答えたことがある。
元々マルチプレーヤーだったビルは、ブライアンほどではないにせよベースの他にも様々な楽器を担当した。ピアノやギターはもちろん、オートハープやヴィブラフォン、「ルビー・チューズデイ」ではキースと二人がかりでコントラバスも演奏した。「ヘヴン」（1981年のアルバム『刺青の男』収録）ではドラムス以外の全楽器を一手に引き受けている。ストーンズ初期の頃は、ブライアンと共にバッキングボーカルを担当しており、1stアルバムのクレジットにも表記されている。本人は「俺はあまり歌いたくなかった」としているが、自作曲の「イン・アナザー・ランド」やソロ作品では自らリードボーカルをとっている。

### 作曲

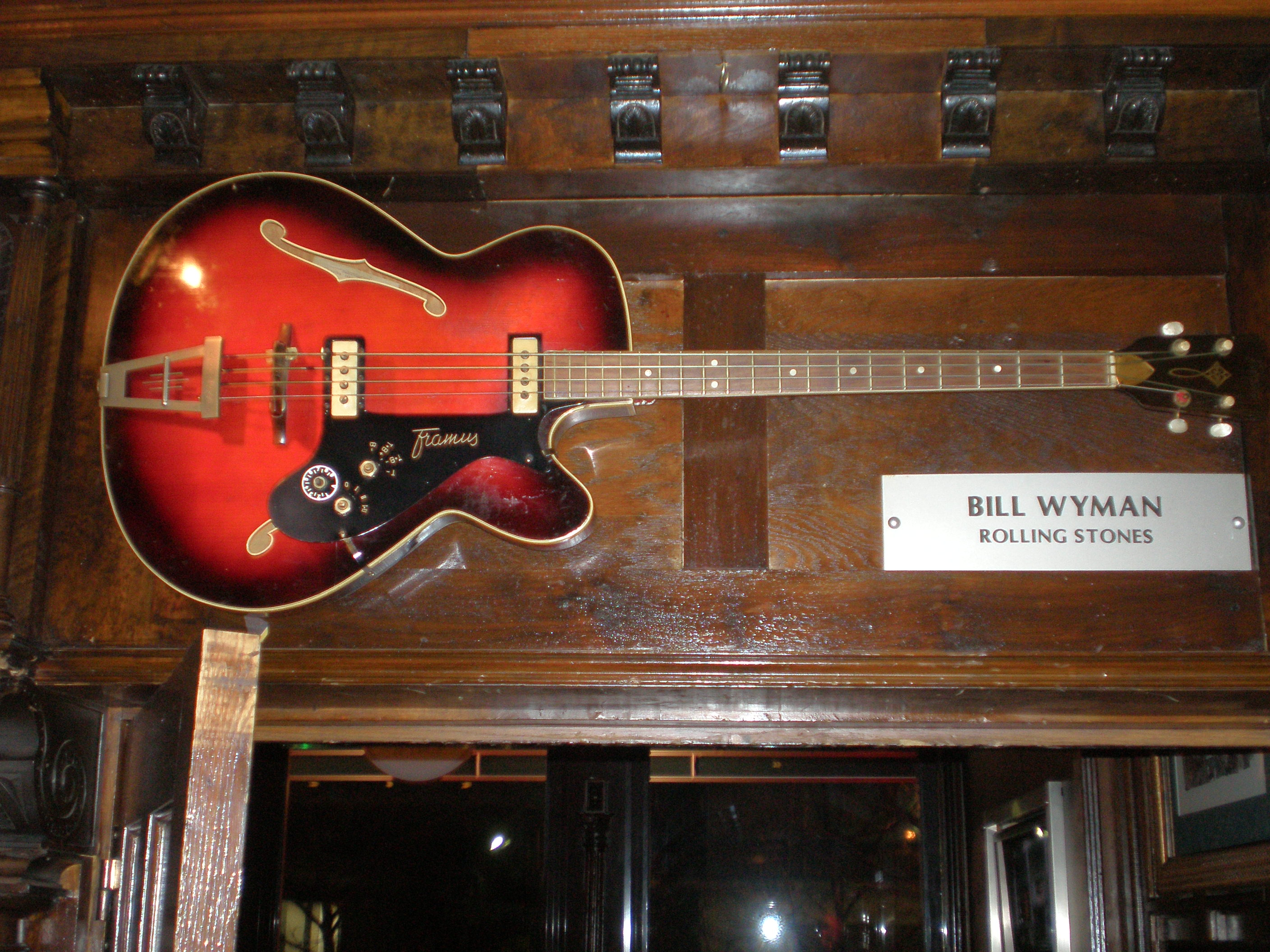
フラマス「5-150 Star Bass」ビル・ワイマンモデル

上記の通り、ストーンズの全曲中ビルの名が作者としてクレジットされているのは「イン・アナザー・ランド」と「ダウンタウン・スージー」の2曲のみだが、ビルによればこの2曲の他にも、自身やブライアンが曲のインスピレーションとなるリフやアイディアを多数提供してきたという。しかしそれらはクレジットされることはなかった。ビルは自身の提供する曲がストーンズでほとんど採用されないことについて「ストーンズにあった曲を書かないからな」と語っている。元々ビルはミックやキース、ブライアンほどのブルース狂ではなく、ストーンズ加入時には「一晩中12小節のブルースなんかやってられるか」とメンバーに意見したこともある。しかし、ミックやキース同様チャック・ベリーには強く影響されており、ベリーが主演した映画『ロック・ロック・ロック』で「あれほど感動したのは人生で一度きり」というほどの感銘を受け、以降熱心なファンになったのだという。
特に有名なのが「ジャンピン・ジャック・フラッシュ」で、ビルはこの曲の源泉となるリフは自分が作ったと主張している。しかし当時はそれを強く主張しなかったために、今日までこの曲のクレジットはジャガー/リチャーズのままとなっている。このことを初めて打ち明けたのは1980年だったが、自著「ストーン・アローン」の発表で世間に広く知られることとなった。だが、ミック、キース双方共にこの説を否定している。ストーンズの作者クレジットについては、これ以外にもミック・テイラーが「ムーンライト・マイル」（1971年のアルバム『スティッキー・フィンガーズ』収録）や「タイム・ウェイツ・フォー・ノー・ワン」（1974年のアルバム『イッツ・オンリー・ロックン・ロール』収録）の作曲に大きく関与したとされるが、いずれもクレジットされていない。

### 評価
グループ内ではミックとキースの陰に隠れがちだったビルだが、ボブ・ディランは「ストーンズはもう終わってる。ビルがいなければただのファンク・バンドだ」とビルの必要性を指摘している。ビル自身も2010年のインタビューで「私がいた頃はもっと危険で、ゆるい感じの演奏をしていた。今はクリック・トラックに合わせて演奏しているみたいで、機械的だ」と、近年のストーンズを批判している。
HOUND DOG の鮫島秀樹は音楽誌の「ルーディーズクラブ」に寄稿していた連載コラムにて、後任（サポート・メンバー）のダリル・ジョーンズをビルよりテクニックのある、凄腕のベーシストと認めつつも、ローリング・ストーンズのベースは、ビルのほうが合っている。と評価している。
ローリング・ストーン誌が選んだ「史上最高のベーシスト50選」で第23位に選ばれている。

## 人物
現実的で慎重な性格であり、自著にも「俺は整った人生が好きだし、物事をきちんとしておくことが好きだ」と綴っている。ブライアンは「ビルは誰も知らない新しい顔を常に持ってる男だ。酒はメンバー中一番弱いね。それに一番わかり難い男だ。俺はグループの中でも一番自由奔放で、ビルは正反対のタイプだ。常識派って言うのかな」と語っている。ビルと17年間同棲していたアストリッド・ルンドストロムも「ビルは冷静さを巧みにコントロールして、いつでも感情を抑制していた。人の好き嫌いを表に出さず、彼にいらいらさせられることはまったくなかった」としている。
その慎重さから、ドラッグは一切やらなかった。しかしこれが他のメンバーからのからかいの的となってしまい、自身の誕生日パーティーでミック、キース、ミック・テイラーに騙されて、ハシシ入りのケーキを食べさせられ体調を崩したことがある。この経験から一層ドラッグをやるまいという決心が固くなったという。ただし、フランスに移住していた1970年代前半は、開放感からマリファナに手を出していたという。しかしヘロインやコカインのようなハード・ドラッグは避けていた。1977年、トロント滞在中にホテルで禁断症状に襲われたキースを救うため、ロン・ウッドと二人で私服警官の目をかいくぐりヘロインを調達して来たこともあるという。ビルは「こんなことはこの時の1度だけだが、あの時のキースには絶対必要だったのだ」と告白している。麻薬はやらない一方かなりのヘビースモーカーで、17歳から始めた煙草は一日約30本も吸っていたという（1990年時点）。2009年になって禁煙した。
子供の頃から日記を詳細に書き続け、ストーンズの記録係としても知られた。その日記を元に「ストーン・アローン」や「Rolling with The Stones」といった自伝を多数出版している。また運動神経が良く、バックギャモンや卓球、クリケットでプロを相手に勝利したり、演奏中にスモーク弾が投げられた時、それが爆発する前に足で消し止めたこともある。多趣味でも知られ、天文学や写真、アマチュア考古学や金属探知も嗜む。フランスに移住していた頃には画家のマルク・シャガールと友人となり、シャガールと詩人のアンドレ・ヴェルデの3人で共著を出版したこともある。1989年にはロンドンのケンジントンにレストラン「スティッキー・フィンガーズ」を開店するなど、経営者としての顔も持つ。
慈善事業にも積極的に関わっている。1983年の「ARMSコンサート」への協力の他、1985年にはグループが使ってきたモービル・ユニットの所有権を取得し、これを新人バンドに無料で提供する「AIRSプロジェクト」を立ち上げた。

### ストーンズメンバーとの関係

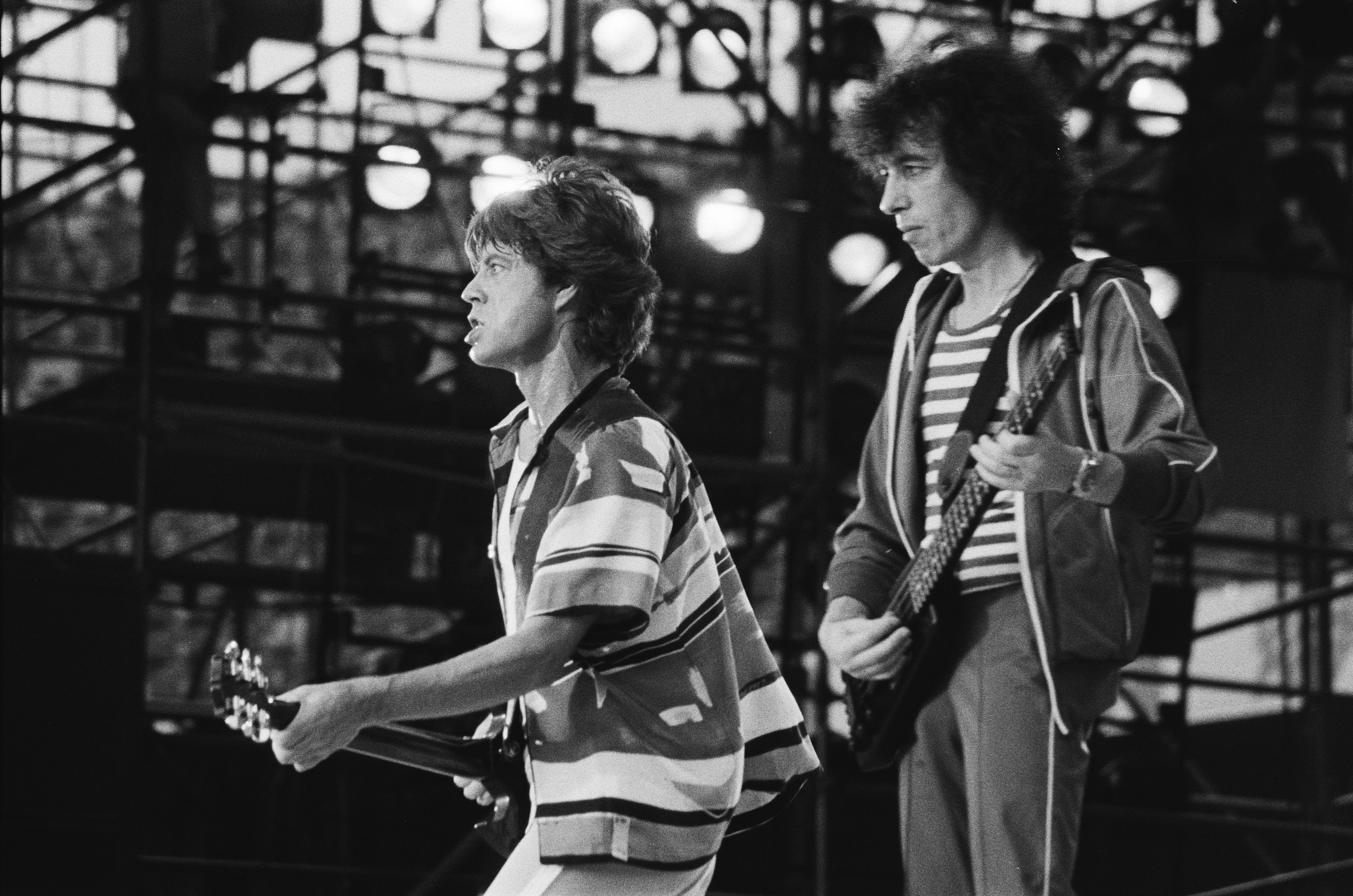
Rストーンズ・ボーカル ミック・ジャガーと（1982年6月）

ビルのストーンズに対する発言には冷めたものが多く、「ロックを始めた頃はせいぜい2、3年、長くて5年ぐらいしか続けないだろうと思ってた。それに金のためにやってたんだ」と発言し、また自著に「同じグループのメンバーでなかったらストーンズの連中を友達にすることはなかっただろう」とも綴っている。そんなビルに対しミックはやる気がないと批判し、プロデューサーのジミー・ミラーも「ビルが自分からアイデアを出すことは少ない」とインタビューで語ったことがあるが、ビルはこれを否定し「俺はいつだって曲の構成にはアイディアを出してきた。ベーシストとしても別の面でもだ」と主張している。特にキースとは全く反りが合わず、'70年代の頃はほとんど口をきかなかったという。ビル曰く「あの男は俺とは何もかもが対照的だからね。ストーンズであることを除けばほとんど共通点がないよ。ミックと一緒になってあいつを避けたりもしたね」とのこと。その後キースとはロンが仲裁に入って仲直りした。ビルにとっては、ブライアンが一番の友達であったという。ストーンズからブライアンをクビにする事に最後まで反対していたのもビルであった。
ビルはミックとキースのコンビと、他のメンバーの処遇の格差について強い不満を訴えている。ミック、キースについても「奴らは自分と意見や趣味が異なる人間を受け入れられず、仲間でない人間を敵と考える。実に子供じみている」と批判している。メンバー間の所得格差を是正すべく、一度だけビルはチャーリーとブライアンに一緒に自分たちの権利を守ろうと持ちかけ、ミーティングでミック、キース、オールダムに印税を均等に分けるよう交渉したことがあるが、折衝しているうちにブライアンとチャーリーは途中で援護をあきらめ、結局ビル一人がミックたちからの罵倒を浴びるだけに終わったという。ミックとキースは、ビルが妻子持ちであることも馬鹿にしてきたという。他のメンバーが自分に合わせてくれるなど望むべくもないため、ビルは息子の誕生日でさえも仕事を優先してスタジオに行ったが、そういうときに限って他のメンバーが来ないということがあり、怒り狂ったビルは以降、スタジオでの仕事は時間が来るとさっさと帰り、メンバーとの付き合いも止めてしまったのだという。
脱退後はストーンズとのメンバーとは何の確執もなく、社交的な付き合いを続けているというが、ミックから伝記を書くためにビルの過去について言及していいか聞かれた際にはきっぱり断っている。また「ストーンズはもう止めるべきだ」とも発言している。

### 女性関係
地味な印象とは裏腹に実はミックも顔負けの性豪で、2000人以上の女性と寝たという逸話がある。自伝『Rolling with The Stones』で、認知済み・認知していない子供が複数人いることが書かれている。ツアー先ではよく、ホテルの外を取り囲む女の子を窓から吟味して、指名した女の子をルームサービスのごとく部屋に連れ込ませていたという。この役割をやらされていた運転手兼ボディーガードのトム・キーロックは「ビルが本当に興味があったのは音楽ではなく女の子だ」としている。ビル自身も「一人の女に忠誠を誓うなんて真っ平だ」とはっきり宣言している。なお、初体験は19歳の時だったという。
最初の妻であるダイアンとは1959年に結婚、第1子となるスティーブンは1962年3月に生まれた。ダイアンはストーンズのメンバーとは打ち解けられず、陰口を言われたこともあるという。ビルの多忙と不貞が重なり、夫婦生活は1967年には崩壊していた。ビルは「スティーブンのために一緒にいたようなもの」と自著に綴っている。ダイアンとはスティーブンの養育権をめぐって争いとなったが、裁判の結果ビルが養育権を獲得し、1969年10月に正式に離婚した。
ダイアンとの関係が実質的に終わっていた1967年より、スウェーデン人のアストリッド・ルンドストロムとの交際を始める。アストリッドは1983年までの全てのストーンズのツアーに同行しており、グループの内情についても詳しかった。アストリッドは当時のグループの様子について「ストーンズの雰囲気はくつろいでいて楽しいなどと言うことは決してできない。常にどこかしら緊張感が張り詰めていた」と語っている。アストリッドはスティーブンとの関係もよく、フランス移住後のビルを献身的に支えた。だがビルがマリファナを始めると彼女も影響を受け、さらにビルが手を出さなかったコカインやヘロインにはまってしまい、これが破局の一因になった。結局17年間事実婚状態にあったが、二人は1983年に別れた。結婚に至らなかった理由について、ビルはアストリッドが優柔不断だったことを挙げたが、アストリッドは「ビルの不貞が私の中毒の引き金になった」と主張している。別れたあとの二人の関係は良好だという。
2人目の妻で、34歳年下のマンディ・スミスとは1984年に出会っている。出会ったときビルは13歳のマンディを20歳ぐらいだと思ったという。完全なビルの一目ぼれで、問題があることは承知していたが感情が理性を超えてしまったという。二人は途中で大喧嘩をしてしまい、1986年7月に1度別れるが、同年8月に二人の関係をタブロイド紙がすっぱ抜いた。マスコミからは反論できないことをいいことに事実とは違う記事を沢山書かれ、さらにストーンズもミックとキースの仲違いで解散の危機にあり、ビルは最悪の状態にあった。しかしこの間も二人は密に連絡を取り合っており、ストーンズが再始動した1989年二人は寄りを戻し、コンサートツアーが始まる前の6月に二人は結婚した。披露宴にはストーンズのメンバー全員が出席した。だが結婚生活は長くは続かず1991年に離婚、慰謝料は約8億円にもなったという。しかし、離婚後の1992年のインタビューで今後の予定について聞かれると「結婚してバカスカ子供を作る」と答え、宣言どおり1993年には、現在の妻である女優のスザンヌ・アコスタと再婚。3人の子供を授かった。

## ディスコグラフィ
- モンキー・グリップ - Monkey Grip（1974年）
- ストーン・アローン - Stone Alone（1976年）
- グリーン・アイス - Green Ice（1981年）
- ビル・ワイマン - Bill Wyman（1982年）
- ウィリー & ザ・プアー・ボーイズ - Willie & The Poor Boys（1985年）
- スタッフ - Stuff（1992年）
- ストラッティン・アワ・スタッフ - Struttin' Our Stuff（1998年）
- エニウェイ・ザ・ウインド・ブロウズ - Anyway The Wind Blows（1999年）
- ダブル・ビル - Double Bill（2001年）
- グルーヴィン - Groovin（2001年）
- ジャスト・フォー・ザ・スリル - Just for a Thrill（2004年）
- バック・トゥ・ベイシックス - Back To Basics（2015年）

## 著書
- Bill Wyman's Treasure Islands ISBN 0750939672
- Stone Alone ISBN 0306807831
- Rolling with the Stones ISBN 0751346462.